# Big Daddy (album)
Pour les articles homonymes, voir Big Daddy.
Albums de John Cougar Mellencamp
The Lonesome Jubilee
(1987) Wenever We Wanted
(1991)
Singles
1. Pop Singer
Sortie : mai 1989
2. Martha Say
Sortie : juin 1989
3. Jackie Brown
Sortie : août 1989
4. Let it Out (Let It All Hang Out)
Sortie : 1989

Big Daddy est le dixième album studio du chanteur-auteur-compositeur américain John Mellencamp. Il est le dernier album paru sous le nom de John Cougar Mellencamp. Il est sorti le 9 mai 1989 sur le label Mercury Records et a été produit par John Mellencamp.

## Historique
Cet album a été enregistré entre septembre 1988 et janvier 1989 dans le studio que John Mellencamp possède à Belmont dans l'Indiana. Quatre singles furent tirés de l'album dont Pop Singer et Jackie Brown qui se classèrent respectivement à la 15e et 48e place du Billboard Hot 100.
À la fin de l'album il y a un morceau caché, Let It out (Let It All Hang Out), une reprise du groupe américain The Hombres. Ce titre sortira également en single et fera l'objet d'un clip vidéo.
Cet album se classa à la 7e place du Billboard 200 aux États-Unis. Il fit mieux en Australie où il se classa à la première place des charts et au Canada où il atteignit la 3e place du top album.

## Liste des titres
Toutes les chansons sont écrites et composées par John Mellencamp, sauf indication contraire.
| No  | Titre                                          | Auteur          | Durée |
| --- | ---------------------------------------------- | --------------- | ----- |
| 1.  | Big Daddy of Them All                          |                 | 3:29  |
| 2.  | To Live                                        |                 | 3:15  |
| 3.  | Martha Say                                     |                 | 3:41  |
| 4.  | Theo and Weird Henry                           |                 | 4:48  |
| 5.  | Jackie Brown                                   |                 | 4:00  |
| 6.  | Pop Singer                                     |                 | 2:45  |
| 7.  | Void In My Heart                               |                 | 2:27  |
| 8.  | Mansions In Heaven                             |                 | 3:00  |
| 9.  | Sometimes a Great Notion                       |                 | 3:29  |
| 10. | Country Gentleman                              |                 | 3:15  |
| 11. | J.M.'s Question                                |                 | 3:58  |
| 12. | Let It Out (Let It All Hang Out) (titre caché) | B.B. Cunningham | 3:11  |

| 13. | Jackie Brown (version acoustique) | 4:24 |

## Musiciens
Le groupe
- John Mellencamp: chant, guitare
- Larry Crane: guitare électrique et acoustique, mandoline
- Kenny Aronoff: batterie, percussions, chœurs
- Mike Wanchic: guitare électrique, basse, dobro, chœurs
- Toby Myers: basse, chœurs
- John Cascella: accordéon, claviers
- Lisa Germano: violon
- Pat Petersen: chœurs
- Crystal Taliefero: chœurs, percussions

Invités
- Dave Grissom: guitare électrique, acoustique, steel guitare
- Willie Weeks: basse sur "Martha Say"
- Georgia Jones: chœurs
- Nancy Arnold: hautbois

## Charts et certifications
| Pays             | Durée du classement | Meilleur classement |
| ---------------- | ------------------- | ------------------- |
| Allemagne        | 17 semaines         | 27e                 |
| Australie        | 24 semaines         | 1er                 |
| Canada           | 31 semaines         | 3e                  |
| États-Unis       | 23 semaines         | 7e                  |
| Norvège          | 5 semaines          | 12 e                |
| Nouvelle-Zélande | 18 semaines         | 6e                  |
| Pays-Bas         | 9 semaines          | 33e                 |
| Royaume-Uni      | 4 semaines          | 25e                 |
| Suède            | 5 semaines          | 6e                  |
| Suisse           | 10 semaines         | 11e                 |

| Pays       | Certification | Ventes      | Date       |
| ---------- | ------------- | ----------- | ---------- |
| Australie  | Platine       | 75 000 +    | 1989       |
| Canada     | 2 × Platine   | 200 000 +   | 21/06/1989 |
| États-Unis | Platine       | 1 000 000 + | 10/07/1989 |

### Charts singles
| Année | Single              | Chart                  | Durée du classement | Position |
| ----- | ------------------- | ---------------------- | ------------------- | -------- |
| 1989  | Pop Singer          | Hot 100                | 12 semaines         | 15e      |
| 1989  | Pop Singer          | Mainstream Rock Tracks | 8 semaines          | 2e       |
| 1989  | Pop Singer          | UK Singles Chart       | 2 semaines          | 93e      |
| 1989  | Pop Singer          | Single Top 100         | 4 semaines          | 87e      |
| 1989  | Pop Singer          | ARIA Charts            | 11 semaines         | 8e       |
| 1989  | Pop Singer          | RPM Top Singles        | 15 semaines         | 1er      |
| 1989  | Pop Singer          | RMNZ Singles Top40     | 10 semaines         | 1er      |
| 1989  | Jackie Brown        | Hot 100                | 8 semaines          | 48e      |
| 1989  | Jackie Brown        | Mainstream Rock Tracks | 8 semaines          | 20e      |
| 1989  | Jackie Brown        | ARIA Charts            | 2 semaines          | 47e      |
| 1989  | Jackie Brown        | RPM Top Singles        | 14 semaines         | 23e      |
| 1989  | Jackie Brown        | RMNZ Singles Top40     | 4 semaines          | 30e      |
| 1989  | Martha Say          | Mainstream Rock Tracks | 8 semaines          | 20e      |
| 1989  | Let It All Hang Out | Mainstream Rock Tracks | 8 semaines          | 42e      |
| 1989  | RPM Top Singles     | 3 semaines             | 83e                 |          |